# Gambsheim
Gambsheim ist eine französische Gemeinde mit 5213 Einwohnern (Stand 1. Januar 2021) im Département Bas-Rhin in der Region Grand Est (bis 2015 Elsass). Am 1. Januar 2015 wechselte Gambsheim vom Arrondissement Strasbourg-Campagne zum Arrondissement Haguenau-Wissembourg.
Die Gemeinde wird von der Eisenbahnstrecke Strasbourg–Lauterbourg durchquert und verfügt über einen Bahnhof.
Wegen des Rheinaufstaus bei Gambsheim musste die ohnehin mündungsverschleppte Ill über den Canal de Dérivation (Umleiter) verlängert werden, um an der Gemeindegrenze zwischen Gambsheim und Offendorf endlich die Mündung in den Rhein zu erreichen. Das größte Bauwerk der Gemeinde ist die Staustufe Gambsheim, an der sich die größten Schleusen der befahrbaren Binnenwasserstraßen von Frankreich befinden. Auf der Höhe der Schleusen befindet sich auch das Centre d’Alerte Rhénan d’Informations Nautiques de Gambsheim (kurz CARING; deutsch etwa: Gambsheimer Rhein-Alarmzentrale für Nautische Informationen), einer französischen Notruf- und Informationszentrale für die Rheinschifffahrt. Die Meldestelle nimmt die Aufgaben einer Revierzentrale war und ist an das Melde- und Informationssystem Binnenschifffahrt an Rhein und Main angeschlossen.
Am Rheinübergang befindet sich ein Besucherzentrum. Hier können die Fischtreppe und die Fische beim Überwinden der Stauanlage durch Glasscheiben betrachtet werden.

## Geschichte und Bevölkerungsentwicklung
Bereits im Jahr 748 erhielt das Kloster Honau bei Straßburg hier Besitz. Kaiser Karl III. (der Dicke) bestätigte im Jahr 884 dem Honauer Abt diesen Besitz (Reg.Als.163, DDKIII,101).
| 1962 | 1968 | 1975 | 1982 | 1990 | 1999 | 2008 | 2018 |
| ---- | ---- | ---- | ---- | ---- | ---- | ---- | ---- |
| 2834 | 3142 | 3813 | 3948 | 3707 | 3858 | 4523 | 4956 |

Kirche Saint-Nazaire-Saint-Celse
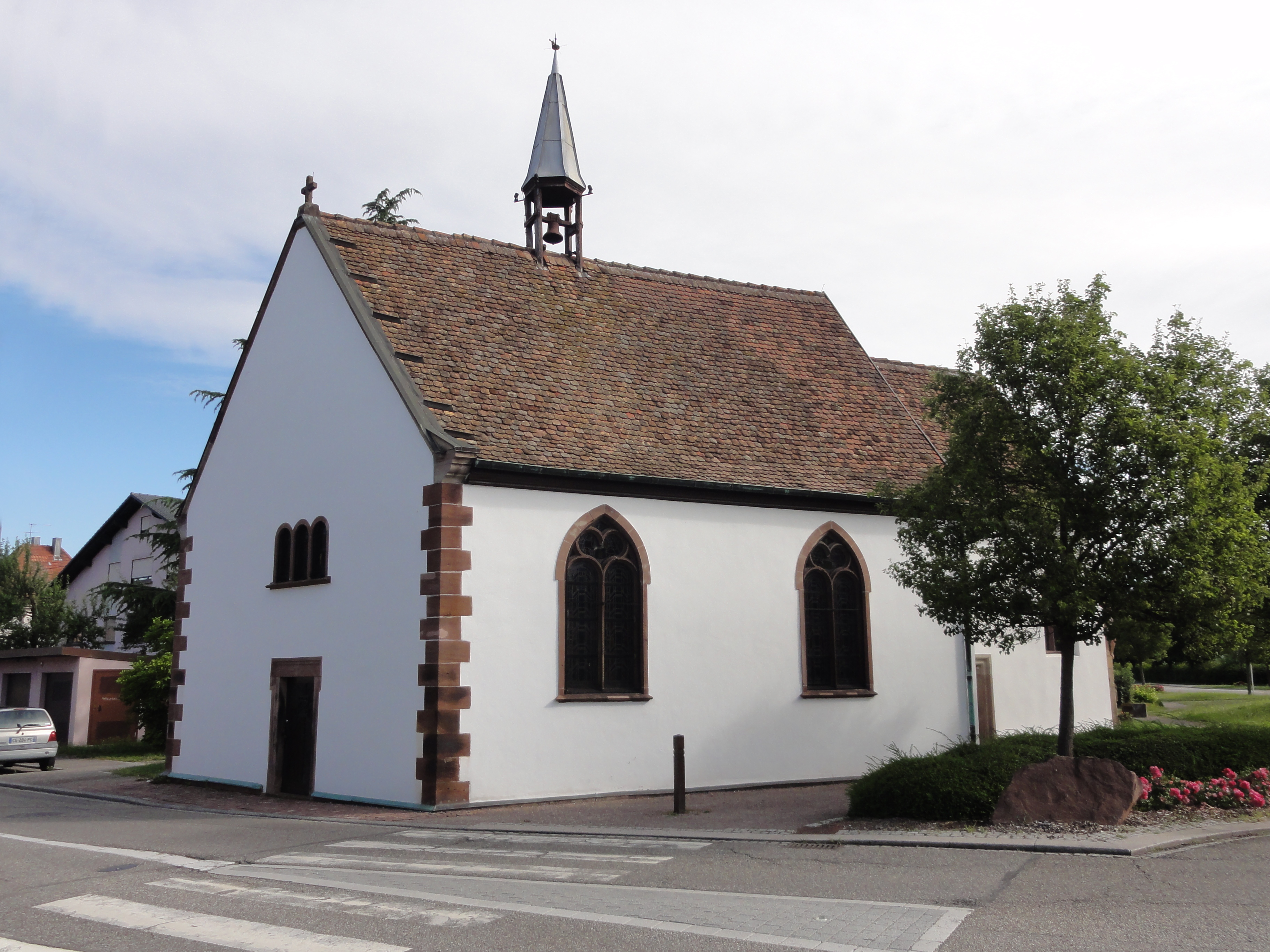
Kapelle Notre-Dame und Saint-Quirin

## Gemeindepartnerschaften
Seit dem 22. Juni 2019 ist die deutsche Nachbargemeinde Rheinau offizielle Partnerstadt.